# Serce (album Rezerwatu)
Serce – drugi album łódzkiej grupy Rezerwat. Wydany w roku 1987 nakładem wydawnictwa Wifon. W 2005 album wraz z trzema bonusami został dwukrotnie wydany na CD. Wydawcą był Adam Głowacki oraz Magic Records.

## Utwory
źródło:.
Strona A
1. „Nie pragnę kwiatów” (muz. Wiktor Daraszkiewicz – sł. Andrzej Senar, Andrzej Adamiak) – 4:20
2. „Czarownica” (muz. Zbigniew Nikodemski – sł. Andrzej Senar, Andrzej Adamiak) – 3:35
3. „Och Lala” (muz. Wiktor Daraszkiewicz – sł. Andrzej Senar, Andrzej Adamiak) – 3:35
4. „Pod makijażem uwielbienia” (muz. Andrzej Adamiak – sł. Andrzej Senar, Andrzej Adamiak) – 4:15
5. „Zaopiekuj się mną” (muz. Zbigniew Nikodemski, Piotr Mikołajczyk – sł. Andrzej Senar, Andrzej Adamiak) – 5:05

Strona B
1. „Rzuć broń” (muz. Andrzej Adamiak – sł. Andrzej Senar, Andrzej Adamiak) – 4:20
2. „Parasolki” (muz. Andrzej Adamiak – sł. Andrzej Senar, Andrzej Adamiak) – 4:50
3. „Serce dla...” (muz. Zbigniew Nikodemski – sł. Andrzej Senar, Andrzej Adamiak) – 4:10
4. „Nieprzytomnie słodka noc” (muz. Andrzej Adamiak, Zbigniew Nikodemski – sł. Andrzej Senar, Andrzej Adamiak) – 5:10
5. „Na półce / pamięci Anny Rusak” (muz. Andrzej Adamiak – sł. Witold Zechenter) – 2:35

Bonusy CD
1. „Szare gitary” (muz. Wiktor Daraszkiewicz – sł. Andrzej Adamiak, Andrzej Senar) – 2:58
2. „Boję się” (muz. Andrzej Adamiak – sł. Andrzej Adamiak, Andrzej Senar) – 4:12
3. „Kocha ciebie niebo” (muz. i sł. Andrzej Adamiak) – 4:30

## Autorzy
źródło:.
Muzycy
- Andrzej Adamiak – gitara basowa, śpiew
- Wiktor Daraszkiewicz – gitara
- Zbigniew Nikodemski – instrumenty klawiszowe
- Gerard Klawe – perkusja, instrumenty perkusyjne

gościnnie
- Witold Grabowski – wibrafon
- Piotr Mikołajczyk – perkusja
- Wiesław Żak – gitara
- Andrzej Żukiewicz – perkusja

Personel
- Rafał Paczkowski – realizacja dźwięku
- Andrzej Tyszko – foto i projekt graficzny